# Furioso-Polka
Furioso Polka (Polka furioso) est une polka de Johann Strauss II (op. 260). L'œuvre est créée le 14 septembre 1861 à Pavlovsk, en Russie.

## Histoire
Cette œuvre, surnommée Quasi Gallop, est composée à l'été 1861 lors du voyage annuel du compositeur en Russie et y est créée. 
La polka est présentée au public à Vienne le 17 novembre 1861. Musicalement, c'est une composition controversée par les auditeurs et inhabituelle pour Johann Strauss. L'œuvre oscille plus souvent que la moyenne entre différentes tonalités majeures et mineures et s'écarte donc du son habituel de Strauss. La polka, sur un rythme « furieux », ressemble presque à une polka rapide et représente une plaisanterie musicale du compositeur, qui veut confondre son public avec une sonorité inhabituelle décrite précédemment et y parvient avec succès. Il ne faut d’ailleurs pas confondre cette polka avec l’œuvre du même nom de Johann Strauss (père) (op. 114).

## Durée
Sa durée d'exécution est d'environ 2 minutes et 20 secondes. Elle peut varier légèrement selon l'interprétation musicale du chef d'orchestre.

## Interprétations notables
La pièce est notamment jouée lors de concerts du nouvel an à Vienne : en 1996, sous la direction de Lorin Maazel ; 2003, sous la direction de Nikolaus Harnoncourt ; 2006, sous la direction de Maris Jansons ; 2021, sous la direction de Riccardo Mutti. 